# Lista de premiados no Grande Prêmio do Cinema Brasileiro
Esta lista apresenta os filmes concorrentes e os premiados no Grande Prêmio Cinema Brasil.

## Estatísticas

### Atores mais premiados e nomeados
O ator mais premiado é o Selton Mello com 4 estatuetas. Já entre os mais indicados estão Selton Mello e Lázaro Ramos, cada um com nove indicações. Os melhores aproveitamentos são de Juliano Cazarré e Júlio Andrade com 100% de aproveitamento. Foram considerados atores que venceram pelo menos uma vez a categoria de ator principal.
| Artista              | Prêmios | Indicações |
| -------------------- | ------- | ---------- |
| Selton Mello         | 4       | 9          |
| Wagner Moura         | 3       | 7          |
| Matheus Nachtergaele | 3       | 7          |
| Daniel de Oliveira   | 2       | 6          |
| Tony Ramos           | 2       | 4          |
| Babu Santana         | 2       | 3          |
| Fabrício Boliveira   | 2       | 3          |
| Lázaro Ramos         | 1       | 9          |
| Ângelo Antônio       | 1       | 4          |
| Marco Nanini         | 1       | 4          |
| Rodrigo Santoro      | 1       | 3          |
| Vladimir Brichta     | 1       | 2          |
| Stepan Nercessian    | 1       | 2          |
| Juliano Cazarré      | 1       | 1          |
| Júlio Andrade        | 1       | 1          |
| Silvero Pereira      | 1       | 1          |

### Atrizes mais premiadas e nomeadas
As atrizes mais premiadas são Fernanda Montenegro, Laura Cardoso e Leandra Leal com 3 estatuetas. Já entre as mais indicadas está Dira Paes, com 14 indicações.
| Artista             | Prêmios | Indicações |
| ------------------- | ------- | ---------- |
| Fernanda Montenegro | 3       | 6          |
| Laura Cardoso       | 3       | 4          |
| Leandra Leal        | 3       | 10         |
| Dira Paes           | 2       | 14         |
| Gloria Pires        | 2       | 7          |
| Marcélia Cartaxo    | 2       | 3          |
| Regina Casé         | 2       | 3          |
| Adriana Esteves     | 1       | 3          |
| Alice Braga         | 1       | 8          |
| Andréa Beltrão      | 1       | 9          |
| Ângela Leal         | 1       | 2          |
| Cássia Kis          | 1       | 3          |
| Débora Falabella    | 1       | 4          |
| Denise Fraga        | 1       | 1          |
| Drica Moraes        | 1       | 2          |
| Julia Lemmertz      | 1       | 4          |
| Karine Teles        | 1       | 2          |
| Sandra Corveloni    | 1       | 3          |
| Fernanda Torres     | 0       | 6          |
| Zezé Motta          | 0       | 4          |
| Fabíula Nascimento  | 0       | 3          |
| Hermila Guedes      | 1       | 3          |
| Marieta Severo      | 0       | 3          |
| Simone Spoladore    | 0       | 3          |
| Sophie Charlotte    | 0       | 3          |

## Melhor Longa-Metragem de Ficção
Indica o filme vencedor em cada edição. 
| Ano  | Vencedores e indicados                           | Ref.        |
| ---- | ------------------------------------------------ | ----------- |
| 2000 | Orfeu                                            |             |
| 2000 | Amor & Cia                                       |             |
| 2000 | Um Copo de Cólera                                |             |
| 2000 | O Primeiro Dia                                   |             |
| 2000 | Por Trás do Pano                                 |             |
| 2001 | Eu, Tu, Eles                                     |             |
| 2001 | O Auto da Compadecida                            |             |
| 2001 | Castelo Rá-Tim-Bum, o Filme                      |             |
| 2001 | Cronicamente Inviável                            |             |
| 2001 | Santo Forte                                      |             |
| 2002 | Bicho de Sete Cabeças                            |             |
| 2002 | Bufo & Spallanzani                               |             |
| 2002 | Domésticas                                       |             |
| 2002 | Lavoura Arcaica                                  |             |
| 2002 | O Xangô de Baker Street                          |             |
| 2003 | Cidade de Deus                                   |             |
| 2003 | Dias de Nietzsche em Turim                       |             |
| 2003 | Houve uma Vez Dois Verões                        |             |
| 2003 | O Invasor                                        |             |
| 2003 | Madame Satã                                      |             |
| 2004 | O Homem que Copiava                              |             |
| 2004 | Amarelo Manga                                    |             |
| 2004 | Carandiru                                        |             |
| 2004 | Lisbela e o Prisioneiro                          |             |
| 2004 | Separações                                       |             |
| 2005 | Cazuza - O Tempo Não Para                        |             |
| 2005 | Narradores de Javé                               |             |
| 2005 | Contra Todos                                     |             |
| 2005 | O Outro Lado da Rua                              |             |
| 2005 | Redentor                                         |             |
| 2007 | Cinema, Aspirinas e Urubus                       |             |
| 2007 | Árido Movie                                      |             |
| 2007 | Bendito Fruto                                    |             |
| 2007 | Casa de Areia                                    |             |
| 2007 | Cidade Baixa                                     |             |
| 2007 | Crime Delicado                                   |             |
| 2007 | 2 Filhos de Francisco                            |             |
| 2007 | Se Eu Fosse Você                                 |             |
| 2008 | O Ano em que Meus Pais Saíram de Férias          |             |
| 2008 | Baixio das Bestas                                |             |
| 2008 | O Céu de Suely                                   |             |
| 2008 | O Cheiro do Ralo                                 |             |
| 2008 | Tropa de Elite                                   |             |
| 2009 | Estômago                                         |             |
| 2009 | Meu Nome Não É Johnny                            |             |
| 2009 | Ensaio sobre a Cegueira                          |             |
| 2009 | O Banheiro do Papa                               |             |
| 2009 | Linha de Passe                                   |             |
| 2010 | É Proibido Fumar                                 |             |
| 2010 | Se Eu Fosse Você 2                               |             |
| 2010 | A Mulher Invisível                               |             |
| 2010 | Divã                                             |             |
| 2010 | À Deriva                                         |             |
| 2011 | Tropa de Elite 2: O Inimigo Agora É Outro        |             |
| 2011 | 5x Favela - Agora por Nós Mesmos                 |             |
| 2011 | Chico Xavier                                     |             |
| 2011 | As Melhores Coisas do Mundo                      |             |
| 2011 | Olhos Azuis                                      |             |
| 2011 | Viajo Porque Preciso, Volto Porque Te Amo        |             |
| 2012 | O Palhaço                                        |             |
| 2012 | Assalto ao Banco Central                         |             |
| 2012 | Bróder                                           |             |
| 2012 | Bruna Surfistinha                                |             |
| 2012 | O Homem do Futuro                                |             |
| 2013 | Gonzaga: de Pai pra Filho                        |             |
| 2013 | Febre do Rato                                    |             |
| 2013 | Corações Sujos                                   |             |
| 2013 | Heleno                                           |             |
| 2013 | Xingu                                            |             |
| 2014 | Faroeste Caboclo                                 |             |
| 2014 | Cine Holliúdy                                    |             |
| 2014 | Flores Raras                                     |             |
| 2014 | O Som ao Redor                                   |             |
| 2014 | Tatuagem                                         |             |
| 2015 | O Lobo Atrás da Porta                            |             |
| 2015 | Getúlio                                          |             |
| 2015 | Hoje Eu Quero Voltar Sozinho                     |             |
| 2015 | Praia do Futuro                                  |             |
| 2015 | Tim Maia                                         |             |
| 2016 | Que Horas Ela Volta?                             |             |
| 2016 | A História da Eternidade                         |             |
| 2016 | Ausência                                         |             |
| 2016 | Califórnia                                       |             |
| 2016 | Casa Grande                                      |             |
| 2016 | Chatô, o Rei do Brasil                           |             |
| 2016 | Sangue Azul                                      |             |
| 2016 | Tudo Que Aprendemos Juntos                       |             |
| 2017 | Aquarius                                         |             |
| 2017 | Boi Neon                                         |             |
| 2017 | Elis                                             |             |
| 2017 | Mãe Só Há Uma                                    |             |
| 2017 | Nise: O Coração da Loucura                       |             |
| 2018 | Bingo: O Rei das Manhãs                          |             |
| 2018 | A Glória e a Graça                               |             |
| 2018 | Como Nossos Pais                                 |             |
| 2018 | Era o Hotel Cambridge                            |             |
| 2018 | Gabriel e a Montanha                             |             |
| 2019 | Benzinho                                         | [ 1 ]       |
| 2019 | A Voz do Silêncio                                | [ 1 ]       |
| 2019 | Chacrinha: O Velho Guerreiro                     | [ 1 ]       |
| 2019 | O Grande Circo Místico                           | [ 1 ]       |
| 2019 | O Paciente - O Caso Tancredo Neves               | [ 1 ]       |
| 2020 | Bacurau                                          | [ 2 ]       |
| 2020 | A Vida Invisível                                 | [ 2 ]       |
| 2020 | Divino Amor                                      | [ 2 ]       |
| 2020 | Hebe: A Estrela do Brasil                        | [ 2 ]       |
| 2020 | Simonal                                          | [ 2 ]       |
| 2021 | A Febre                                          | [ 3 ] [ 4 ] |
| 2021 | Pacarrete                                        | [ 3 ] [ 4 ] |
| 2021 | A Divisão: O Filme                               | [ 3 ] [ 4 ] |
| 2021 | Boca de Ouro                                     | [ 3 ] [ 4 ] |
| 2021 | Cidade Pássaro                                   | [ 3 ] [ 4 ] |
| 2022 | Marighella                                       | [ 5 ]       |
| 2022 | 7 Prisioneiros                                   | [ 5 ]       |
| 2022 | Depois a Louca Sou Eu                            | [ 5 ]       |
| 2022 | Deserto Particular                               | [ 5 ]       |
| 2022 | Homem Onça                                       | [ 5 ]       |
| 2023 | Marte Um                                         |             |
| 2023 | A Viagem de Pedro                                |             |
| 2023 | Eduardo e Mônica                                 |             |
| 2023 | Medida Provisória                                |             |
| 2023 | Paloma                                           |             |
| 2024 | Pedágio                                          |             |
| 2024 | Mussum, o Filmis                                 |             |
| 2024 | Noites Alienígenas                               |             |
| 2024 | Nosso Sonho - A História de Claudinho e Bochecha |             |
| 2024 | O Sequestro do Voo 375                           |             |

## Melhor Direção
Indica os vencedores em cada edição. 
| Ano  | Vencedores e indicados                    | Filme                                     | Ref.  |
| ---- | ----------------------------------------- | ----------------------------------------- | ----- |
| 2000 | Walter Salles e Daniela Thomas            | O Primeiro Dia                            |       |
| 2000 | Cacá Diegues                              | Orfeu                                     |       |
| 2000 | Carlos Reichenbach                        | Dois Córregos                             |       |
| 2000 | Hector Babenco                            | Coração Iluminado                         |       |
| 2000 | Luiz Villaça                              | Por Trás do Pano                          |       |
| 2001 | Guel Arraes                               | O Auto da Compadecida                     |       |
| 2001 | Andrucha Waddington                       | Eu, Tu, Eles                              |       |
| 2001 | Bruno Barreto                             | Bossa Nova                                |       |
| 2001 | Luiz Alberto Pereira                      | Hans Staden                               |       |
| 2001 | Ruy Guerra                                | Estorvo                                   |       |
| 2002 | Laís Bodanzky                             | Bicho de Sete Cabeças                     |       |
| 2002 | Eduardo Coutinho                          | Babilônia 2000                            |       |
| 2002 | Fernando Meirelles e Nando Olival         | Domésticas                                |       |
| 2002 | Luiz Fernando Carvalho                    | Lavoura Arcaica                           |       |
| 2002 | Miguel Faria Jr.                          | O Xangô de Baker Street                   |       |
| 2003 | Fernando Meirelles                        | Cidade de Deus                            |       |
| 2003 | Beto Brant                                | O Invasor                                 |       |
| 2003 | Eduardo Coutinho                          | Edifício Master                           |       |
| 2003 | João Jardim e Walter Carvalho             | Janela da Alma                            |       |
| 2003 | Karim Aïnouz                              | Madame Satã                               |       |
| 2004 | Hector Babenco                            | Carandiru                                 |       |
| 2004 | Jorge Furtado                             | O Homem que Copiava                       |       |
| 2004 | Cláudio Assis                             | Amarelo Manga                             |       |
| 2004 | Guel Arraes                               | Lisbela e o Prisioneiro                   |       |
| 2004 | João Moreira Salles                       | Nelson Freire                             |       |
| 2005 | Cláudio Torres                            | Redentor                                  |       |
| 2005 | Eduardo Coutinho                          | Peões                                     |       |
| 2005 | João Moreira Salles                       | Entreatos                                 |       |
| 2005 | Roberto Moreira                           | Contra Todos                              |       |
| 2005 | Eliane Caffé                              | Narradores de Javé                        |       |
| 2007 | Marcelo Gomes                             | Cinema, Aspirinas e Urubus                |       |
| 2007 | Andrucha Waddington                       | Casa de Areia                             |       |
| 2007 | Beto Brant                                | Crime Delicado                            |       |
| 2007 | Daniel Filho                              | Se Eu Fosse Você                          |       |
| 2007 | Lírio Ferreira                            | Árido movie                               |       |
| 2007 | Breno Silveira                            | 2 filhos de Francisco                     |       |
| 2007 | Miguel Faria Jr.                          | Vinícius                                  |       |
| 2007 | Sérgio Machado                            | Cidade Baixa                              |       |
| 2008 | José Padilha                              | Tropa de Elite                            |       |
| 2008 | Beto Brant e Renato Ciasca                | Cão Sem Dono                              |       |
| 2008 | Cao Hamburguer                            | O Ano em Que Meus Pais Saíram de Férias   |       |
| 2008 | João Moreira Salles                       | Santiago                                  |       |
| 2008 | Karim Aïnouz                              | O Céu de Suely                            |       |
| 2009 | Marcos Jorge                              | Estômago                                  |       |
| 2009 | Walter Salles e Daniela Thomas            | Linha de Passe                            |       |
| 2009 | Fernando Meirelles                        | Ensaio sobre a Cegueira                   |       |
| 2009 | Laís Bodanzky                             | Chega de Saudade                          |       |
| 2009 | Mauro Lima                                | Meu Nome Não É Johnny                     |       |
| 2010 | Anna Muylaert                             | É Proibido Fumar                          |       |
| 2010 | Cláudio Torres                            | A Mulher Invisível                        |       |
| 2010 | Daniel Filho                              | Se Eu Fosse Você 2                        |       |
| 2010 | Daniel Filho                              | Tempos de Paz                             |       |
| 2010 | Heitor Dhalia                             | À Deriva                                  |       |
| 2011 | José Padilha                              | Tropa de Elite 2                          |       |
| 2011 | Daniel Filho                              | Chico Xavier                              |       |
| 2011 | José Joffily                              | Olhos Azuis                               |       |
| 2011 | Karin Ainouz e Marcelo Gomes              | Viajo Porque Preciso, Volto Porque Te Amo |       |
| 2011 | Laís Bodanzky                             | As Melhores Coisas do Mundo               |       |
| 2012 | Selton Mello                              | O Palhaço                                 |       |
| 2012 | Andrucha Waddington                       | Lope                                      |       |
| 2012 | Cláudio Torres                            | O Homem do Futuro                         |       |
| 2012 | Eduardo Coutinho                          | As Canções                                |       |
| 2012 | Jeferson De                               | Bróder                                    |       |
| 2013 | Breno Silveira                            | Gonzaga - de Pai pra Filho                |       |
| 2013 | Afonso Poyart                             | 2 Coelhos                                 |       |
| 2013 | Cao Hamburger                             | Xingu                                     |       |
| 2013 | Cláudio Assis                             | Febre do Rato                             |       |
| 2013 | Walter Carvalho                           | Raul - O Início, o Fim e o Meio           |       |
| 2014 | Bruno Barreto                             | Flores Raras                              |       |
| 2014 | Halder Gomes                              | Cine Holliúdy                             |       |
| 2014 | Heitor Dhalia                             | Serra Pelada                              |       |
| 2014 | Hilton Lacerda                            | Tatuagem                                  |       |
| 2014 | Kleber Mendonça Filho                     | O Som ao Redor                            |       |
| 2015 | Fernando Coimbra                          | O Lobo Atrás da Porta                     |       |
| 2015 | Carolina Jabor                            | Boa Sorte                                 |       |
| 2015 | João Jardim                               | Getúlio                                   |       |
| 2015 | Karim Aïnouz                              | Praia do Futuro                           |       |
| 2015 | Daniel Ribeiro                            | Hoje Eu Quero Voltar Sozinho              |       |
| 2016 | Anna Muylaert                             | Que Horas Ela Volta?                      |       |
| 2016 | Camilo Cavalcanti                         | A História da Eternidade                  |       |
| 2016 | Chico Teixeira                            | Ausência                                  |       |
| 2016 | Daniel Filho                              | Sorria, Você Está Sendo Filmado - O Filme |       |
| 2016 | Eduardo Coutinho                          | Últimas Conversas                         |       |
| 2016 | Eryk Rocha                                | Campo de Jogo                             |       |
| 2016 | Fellipe Gamarano Barbosa                  | Casa Grande                               |       |
| 2017 | Kleber Mendonça Filho                     | Aquarius                                  |       |
| 2017 | Afonso Poyart                             | Mais Forte que o Mundo                    |       |
| 2017 | Anna Muylaert                             | Mãe Só Há Uma                             |       |
| 2017 | David Schürmann                           | Pequeno Segredo                           |       |
| 2017 | Gabriel Mascaro                           | Boi Neon                                  |       |
| 2018 | Laís Bodanzky                             | Como Nossos Pais                          |       |
| 2018 | Daniel Rezende                            | Bingo: O Rei das Manhãs                   |       |
| 2018 | Daniela Thomas                            | Vazante                                   |       |
| 2018 | Eliane Caffé                              | Era o Hotel Cambridge                     |       |
| 2018 | Fellipe Barbosa                           | Gabriel e a Montanha                      |       |
| 2019 | Gustavo Pizzi                             | Benzinho                                  | [ 1 ] |
| 2019 | Aly Muritiba                              | Ferrugem                                  | [ 1 ] |
| 2019 | Andrucha Waddington                       | Chacrinha: O Velho Guerreiro              | [ 1 ] |
| 2019 | Carolina Jabor                            | Aos Teus Olhos                            | [ 1 ] |
| 2019 | Gabriela Amaral                           | O Animal Cordial                          | [ 1 ] |
| 2020 | Kleber Mendonça Filho e Juliano Dornelles | Bacurau                                   | [ 2 ] |
| 2020 | Daniel Rezende                            | Turma da Mônica Laços                     | [ 2 ] |
| 2020 | Flávia Castro                             | Deslembro                                 | [ 2 ] |
| 2020 | Gabriel Mascaro                           | Divino Amor                               | [ 2 ] |
| 2020 | Karim Aïnouz                              | A Vida Invisível                          | [ 2 ] |
| 2021 | Jeferson De                               | M8 - Quando a Morte Socorre a Vida        |       |
| 2021 | Ana Luiza Azevedo                         | Aos Olhos de Ernesto                      |       |
| 2021 | Daniel Filho                              | Boca de Ouro                              |       |
| 2021 | Geraldo Sarno                             | Sertânia                                  |       |
| 2021 | Sandra Kogut                              | Três Verões                               |       |
| 2021 | Vicente Amorim                            | A Divisão                                 |       |
| 2022 | Daniel Filho                              | O Silêncio da Chuva                       |       |
| 2022 | Alexandre Moratto                         | 7 Prisioneiros                            |       |
| 2022 | Aly Muritiba                              | Deserto Particular                        |       |
| 2022 | Anna Muylaert e Lô Politi                 | Alvorada                                  |       |
| 2022 | Daniel Rezende                            | Turma da Mônica: Lições                   |       |
| 2022 | Luiz Bolognesi                            | A Última Floresta                         |       |
| 2023 | Gabriel Martins                           | Marte Um                                  |       |
| 2023 | Laís Bodanzky                             | A Viagem de Pedro                         |       |
| 2023 | Marcelo Gomes                             | Paloma                                    |       |
| 2023 | René Sampaio                              | Eduardo e Mônica                          |       |
| 2023 | Rosane Svartman                           | Pluft, o Fantasminha                      |       |
| 2024 | Carolina Markowicz                        | Pedágio                                   |       |
| 2024 | Anita Rocha da Silveira                   | Medusa                                    |       |
| 2024 | Kleber Mendonça Filho                     | Retratos Fantasmas                        |       |
| 2024 | Marcus Baldini                            | O Sequestro do Voo 375                    |       |
| 2024 | Tomás Portella                            | Aumenta que É Rock 'n Roll                |       |

## Melhor Ator
Indica o vencedor em cada edição. 
| Ano  | Vencedor e indicados    | Filme                                            | Ref.  |
| ---- | ----------------------- | ------------------------------------------------ | ----- |
| 2000 | Matheus Nachtergaele    | O Primeiro Dia                                   |       |
| 2000 | Daniel Dantas           | Traição                                          |       |
| 2000 | Marco Nanini            | Amor & Cia                                       |       |
| 2000 | Murilo Benício          | Orfeu                                            |       |
| 2000 | Othon Bastos            | Mauá - O Imperador e o Rei                       |       |
| 2001 | Matheus Nachtergaele    | O Auto da Comparecida                            |       |
| 2001 | Antônio Fagundes        | Villa-Lobos - Uma vida de paixão                 |       |
| 2001 | Genézio de Barros       | Quase nada                                       |       |
| 2001 | Renato Aragão           | O trapalhão e a luz azul                         |       |
| 2001 | Stênio Garcia           | Eu, tu, eles                                     |       |
| 2002 | Rodrigo Santoro         | Bicho de Sete Cabeças                            |       |
| 2002 | Joaquim de Almeida      | O xangô de Baker Street                          |       |
| 2002 | Marco Nanini            | Copacabana                                       |       |
| 2002 | Murilo Benício          | Amores possíveis                                 |       |
| 2002 | Raul Cortez             | Lavoura arcaica                                  |       |
| 2002 | Selton Mello            | Lavoura arcaica                                  |       |
| 2003 | Lázaro Ramos            | Madame Satã                                      |       |
| 2003 | Alexandre Borges        | O invasor                                        |       |
| 2003 | Leandro Firmino da Hora | Cidade de Deus                                   |       |
| 2003 | Marco Ricca             | O invasor                                        |       |
| 2003 | Werner Schünemann       | Netto perde sua alma                             |       |
| 2004 | Selton Mello            | Lisbela e o prisioneiro                          |       |
| 2004 | Chico Diaz              | Amarelo Manga                                    |       |
| 2004 | Lázaro Ramos            | O homem que Copiava                              |       |
| 2004 | Matheus Nachtergaele    | Amarelo Manga                                    |       |
| 2004 | Rodrigo Santoro         | Carandiru                                        |       |
| 2005 | Daniel de Oliveira      | Cazuza - O Tempo Não Para                        |       |
| 2005 | Aílton Graça            | Contra Todos                                     |       |
| 2005 | Caco Ciocler            | Olga                                             |       |
| 2005 | José Dumont             | Narradores de Javé                               |       |
| 2005 | Lázaro Ramos            | Meu Tio Matou um Cara                            |       |
| 2005 | Paulo José              | Benjamim                                         |       |
| 2005 | Raul Cortez             | O Outro Lado da Rua                              |       |
| 2007 | Ângelo Antônio          | 2 Filhos de Francisco                            |       |
| 2007 | Caco Ciocler            | Quase Dois Irmãos                                |       |
| 2007 | Flávio Bauraqui         | Quase Dois Irmãos                                |       |
| 2007 | João Miguel             | Cinema, Aspirinas e Urubus                       |       |
| 2007 | José Dumont             | Árido Movie                                      |       |
| 2007 | Lázaro Ramos            | Cidade Baixa                                     |       |
| 2007 | Otávio Augusto          | Bendito Fruto                                    |       |
| 2007 | Wagner Moura            | Cidade Baixa                                     |       |
| 2008 | Wagner Moura            | Tropa de Elite                                   |       |
| 2008 | João Miguel             | Mutum                                            |       |
| 2008 | Lázaro Ramos            | Ó Paí, Ó                                         |       |
| 2008 | Marco Ricca             | A Via Láctea                                     |       |
| 2008 | Matheus Nachtergaele    | Baixio das Bestas                                |       |
| 2008 | Selton Mello            | O Cheiro do Ralo                                 |       |
| 2009 | Selton Mello            | Meu Nome Não É Johnny                            |       |
| 2009 | João Miguel             | Estômago                                         |       |
| 2009 | César Trancoso          | O Banheiro do Papa                               |       |
| 2009 | Ary Fontoura            | A Guerra dos Rocha                               |       |
| 2009 | Stepan Nercessian       | Chega de Saudade                                 |       |
| 2009 | Wagner Moura            | Romance                                          |       |
| 2010 | Tony Ramos              | Se Eu Fosse Você 2                               |       |
| 2010 | Dan Stulbach            | Tempos de Paz                                    |       |
| 2010 | Tony Ramos              | Tempos de Paz                                    |       |
| 2010 | Selton Mello            | Jean Charles                                     |       |
| 2010 | Selton Mello            | A Mulher Invisível                               |       |
| 2010 | Daniel de Oliveira      | A Festa da Menina Morta                          |       |
| 2011 | Wagner Moura            | Tropa de Elite 2                                 |       |
| 2011 | Ângelo Antônio          | Chico Xavier                                     |       |
| 2011 | Chico Diaz              | O Sol do Meio-Dia                                |       |
| 2011 | Marco Nanini            | O Bem Amado                                      |       |
| 2011 | Nelson Xavier           | Chico Xavier                                     |       |
| 2011 | Paulo José              | Quincas Berro D'Água                             |       |
| 2012 | Selton Mello            | O Palhaço                                        |       |
| 2012 | Caio Blat               | Bróder                                           |       |
| 2012 | Cássio Gabus Mendes     | Bruna Surfistinha                                |       |
| 2012 | Wagner Moura            | Vips                                             |       |
| 2012 | Wagner Moura            | O Homem do Futuro                                |       |
| 2013 | Júlio Andrade           | Gonzaga - de Pai pra Filho                       |       |
| 2013 | Caio Blat               | Xingu                                            |       |
| 2013 | João Miguel             | Xingu                                            |       |
| 2013 | Daniel de Oliveira      | Boca                                             |       |
| 2013 | Rodrigo Santoro         | Heleno                                           |       |
| 2014 | Fabrício Boliveira      | Faroeste Caboclo                                 |       |
| 2014 | Edmilson Filho          | Cine Holliúdy                                    |       |
| 2014 | Jesuíta Barbosa         | Tatuagem                                         |       |
| 2014 | Irandhir Santos         | Tatuagem                                         |       |
| 2014 | Irandhir Santos         | O Som ao Redor                                   |       |
| 2014 | Wagner Moura            | A Busca                                          |       |
| 2015 | Tony Ramos              | Getúlio                                          |       |
| 2015 | Babu Santana            | Tim Maia                                         |       |
| 2015 | Alexandre Borges        | Getúlio                                          |       |
| 2015 | Matheus Nachtergaele    | Trinta                                           |       |
| 2015 | Milhem Cortaz           | O Lobo Atrás da Porta                            |       |
| 2016 | Marco Ricca             | Chatô, o Rei do Brasil                           |       |
| 2016 | Irandhir Santos         | Ausência                                         |       |
| 2016 | João Miguel             | A Hora e a Vez de Augusto Matraga                |       |
| 2016 | Lázaro Ramos            | Tudo que Aprendemos Juntos                       |       |
| 2016 | Daniel de Oliveira      | A Estrada 47                                     |       |
| 2017 | Juliano Cazarré         | Boi Neon                                         |       |
| 2017 | Caio Blat               | BR716                                            |       |
| 2017 | Cauã Reymond            | Reza a Lenda                                     |       |
| 2017 | Chico Díaz              | Em Nome da Lei                                   |       |
| 2017 | Domingos Montagner      | Um Namorado para Minha Mulher                    |       |
| 2017 | Lázaro Ramos            | Mundo Cão                                        |       |
| 2018 | Vladimir Brichta        | Bingo: O Rei das Manhãs                          |       |
| 2018 | Alexandre Nero          | João, O Maestro                                  |       |
| 2018 | Irandhir Santos         | Redemoinho                                       |       |
| 2018 | Jesuíta Barbosa         | Malasartes e o Duelo com a Morte                 |       |
| 2018 | João Pedro Zappa        | Gabriel e a Montanha                             |       |
| 2019 | Stepan Nercessian       | Chacrinha: O Velho Guerreiro                     | [ 1 ] |
| 2019 | Daniel de Oliveira      | 10 Segundos para Vencer                          | [ 1 ] |
| 2019 | Lázaro Ramos            | O Beijo no Asfalto                               | [ 1 ] |
| 2019 | Murilo Benício          | O Animal Cordial                                 | [ 1 ] |
| 2019 | Othon Bastos            | O Paciente - O Caso Tancredo Neves               | [ 1 ] |
| 2019 | Otávio Müller           | Benzinho                                         | [ 1 ] |
| 2020 | Fabrício Boliveira      | Simonal                                          | [ 2 ] |
| 2020 | Silvero Pereira         | Bacurau                                          | [ 2 ] |
| 2020 | Daniel de Oliveira      | Morto Não Fala                                   | [ 2 ] |
| 2020 | Gregório Duvivier       | A Vida Invisível                                 | [ 2 ] |
| 2020 | Marco Nanini            | Greta                                            | [ 2 ] |
| 2021 | Marcos Palmeira         | Boca de Ouro                                     |       |
| 2021 | Flávio Bauraqui         | Abraço                                           |       |
| 2021 | Irandhir Santos         | Fim de Festa                                     |       |
| 2021 | Rogério Fróes           | Três Verões                                      |       |
| 2021 | Silvio Guindane         | Boca de Ouro                                     |       |
| 2021 | Silvio Guindane         | A Divisão                                        |       |
| 2022 | Seu Jorge               | Marighella                                       |       |
| 2022 | Antonio Saboia          | Deserto Particular                               |       |
| 2022 | Bruno Gagliasso         | Marighella                                       |       |
| 2022 | Chico Díaz              | Homem Onça                                       |       |
| 2022 | Irandhir Santos         | Piedade                                          |       |
| 2023 | Carlos Francisco        | Marte Um                                         |       |
| 2023 | Alfred Enoch            | Medida Provisória                                |       |
| 2023 | Antônio Pitanga         | Casa de Antiguidades                             |       |
| 2023 | Cauã Reymond            | A Viagem de Pedro                                |       |
| 2023 | Gabriel Leone           | Eduardo e Mônica                                 |       |
| 2024 | Aílton Graça            | Mussum, o Filmis                                 |       |
| 2024 | Chico Díaz              | Noites Alienígenas                               |       |
| 2024 | Johnny Massaro          | Aumenta que É Rock 'n Roll                       |       |
| 2024 | Juan Paiva              | Nosso Sonho - A História de Claudinho e Buchecha |       |
| 2024 | Paulo Miklos            | Saudosa Maloca                                   |       |
| 2025 | Selton Mello            | Ainda Estou Aqui                                 |       |
| 2025 | Ângelo Antônio          | Oeste Outra Vez                                  |       |
| 2025 | Caio Blat               | Grande Sertão                                    |       |
| 2025 | Fabio Assunção          | Motel Destino                                    |       |
| 2025 | João Pedro Mariano      | Baby                                             |       |
| 2025 | Matheus Nachtergaele    | O Auto da Compadecida 2                          |       |

## Melhor Atriz
Indica a vencedora em cada edição. 
| Ano  | Vencedora e indicadas     | Filme                       | Ref.  |
| ---- | ------------------------- | --------------------------- | ----- |
| 2000 | Denise Fraga              | Por Trás do Pano            |       |
| 2000 | Fernanda Torres           | O Primeiro Dia e Traição    |       |
| 2000 | Júlia Lemmertz            | Um Copo de Cólera           |       |
| 2000 | Marília Pera              | O Viajante                  |       |
| 2000 | Maria Luísa Mendonça      | Coração Iluminado           |       |
| 2001 | Regina Casé               | Eu Tu Eles                  |       |
| 2001 | Fernanda Torres           | Gêmeas                      |       |
| 2001 | Myrian Muniz              | Amélia                      |       |
| 2001 | Denise Weinberg           | Quase Nada                  |       |
| 2001 | Laura Cardoso             | Através da Janela           |       |
| 2002 | Juliana Carneiro da Cunha | Lavoura Arcaica             |       |
| 2002 | Andréa Beltrão            | A Partilha                  |       |
| 2002 | Dira Paes                 | O Casamento de Louise       |       |
| 2002 | Glória Pires              | A Partilha                  |       |
| 2002 | Júlia Lemmertz            | Nélson Gonçalves            |       |
| 2003 | Marcélia Cartaxo          | Madame Satã                 |       |
| 2003 | Débora Duboc              | Latitude Zero               |       |
| 2003 | Júlia Lemmertz            | As Três Marias              |       |
| 2003 | Marieta Severo            | As Três Marias              |       |
| 2003 | Roberta Rodrigues         | Cidade de Deus              |       |
| 2004 | Débora Falabella          | 2 Perdidos numa Noite Suja  |       |
| 2004 | Dira Paes                 | Amarelo Manga               |       |
| 2004 | Leona Cavalli             | Amarelo Manga               |       |
| 2004 | Maria Luísa Mendonça      | Carandiru                   |       |
| 2004 | Simone Spoladore          | Desmundo                    |       |
| 2005 | Fernanda Montenegro       | O Outro Lado da Rua         |       |
| 2005 | Camila Morgado            | Olga                        |       |
| 2005 | Cleo Pires                | Benjamim                    |       |
| 2005 | Leona Cavalli             | Contra Todos                |       |
| 2005 | Myriam Muniz              | Nina                        |       |
| 2007 | Alice Braga               | Cidade Baixa                |       |
| 2007 | Fernanda Montenegro       | Casa de Areia               |       |
| 2007 | Fernanda Torres           | Casa de Areia               |       |
| 2007 | Dira Paes                 | 2 Filhos de Francisco       |       |
| 2007 | Glória Pires              | Se Eu Fosse Você            |       |
| 2007 | Hermila Guedes            | Cinema, Aspirinas e Urubus  |       |
| 2007 | Zezé Polessa              | Achados e Perdidos          |       |
| 2007 | Zezeh Barbosa             | Bendito Fruto               |       |
| 2008 | Hermila Guedes            | O Céu de Suely              |       |
| 2008 | Andréa Beltrão            | Jogo de Cena                |       |
| 2008 | Carla Ribas               | A Casa de Alice             |       |
| 2008 | Dira Paes                 | Baixio das Bestas           |       |
| 2008 | Patrícia Pillar           | Zuzu Angel                  |       |
| 2009 | Leandra Leal              | Nome Próprio                |       |
| 2009 | Cássia Kis Magro          | Chega de Saudade            |       |
| 2009 | Cláudia Abreu             | Os Desafinados              |       |
| 2009 | Darlene Glória            | Feliz Natal                 |       |
| 2009 | Sandra Corveloni          | Linha de Passe              |       |
| 2010 | Lília Cabral              | Divã                        |       |
| 2010 | Andréa Beltrão            | Verônica                    |       |
| 2010 | Débora Bloch              | À Deriva                    |       |
| 2010 | Glória Pires              | É Proibido Fumar            |       |
| 2010 | Glória Pires              | Se Eu Fosse Você 2          |       |
| 2011 | Glória Pires              | Lula, o Filho do Brasil     |       |
| 2011 | Alice Braga               | Cabeça a Prêmio             |       |
| 2011 | Ingrid Guimarães          | De Pernas pro Ar            |       |
| 2011 | Marieta Severo            | Quincas Berro D'Água        |       |
| 2011 | Christiane Torloni        | Chico Xavier                |       |
| 2012 | Deborah Secco             | Bruna Surfistinha           |       |
| 2012 | Débora Falabella          | Meu País                    |       |
| 2012 | Leandra Leal              | Estamos Juntos              |       |
| 2012 | Alinne Moraes             | O Homem do Futuro           |       |
| 2012 | Simone Spoladore          | Elvis & Madona              |       |
| 2013 | Dira Paes                 | À Beira do Caminho          |       |
| 2013 | Nanda Costa               | Febre do Rato               |       |
| 2013 | Hermila Guedes            | Era Uma Vez Eu, Verônica    |       |
| 2013 | Alessandra Negrini        | 2 Coelhos                   |       |
| 2013 | Simone Spoladore          | Sudoeste                    |       |
| 2014 | Glória Pires              | Flores Raras                |       |
| 2014 | Sophie Charlotte          | Serra Pelada                |       |
| 2014 | Leandra Leal              | Mato sem Cachorro           |       |
| 2014 | Fernanda Montenegro       | O Tempo e o Vento           |       |
| 2014 | Isis Valverde             | Faroeste Caboclo            |       |
| 2015 | Leandra Leal              | O Lobo Atrás da Porta       |       |
| 2015 | Bianca Comparato          | Irmã Dulce                  |       |
| 2015 | Drica Moraes              | Getúlio                     |       |
| 2015 | Fabiula Nascimento        | O Lobo Atrás da Porta       |       |
| 2015 | Deborah Secco             | Boa Sorte                   |       |
| 2016 | Regina Casé               | Que Horas Ela Volta?        |       |
| 2016 | Andréa Beltrão            | Chatô, o Rei do Brasil      |       |
| 2016 | Alice Braga               | Muitos Homens Num Só        |       |
| 2016 | Marcélia Cartaxo          | A História da Eternidade    |       |
| 2016 | Fernanda Montenegro       | Infância                    |       |
| 2016 | Dira Paes                 | Órfãos do Eldorado          |       |
| 2017 | Andreia Horta             | Elis                        |       |
| 2017 | Sônia Braga               | Aquarius                    |       |
| 2017 | Sophie Charlotte          | Reza a Lenda                |       |
| 2017 | Adriana Esteves           | Mundo Cão                   |       |
| 2017 | Julia Lemmertz            | Pequeno Segredo             |       |
| 2017 | Glória Pires              | Nise: O Coração da Loucura  |       |
| 2018 | Maria Ribeiro             | Como Nossos Pais            |       |
| 2018 | Caroline Abras            | Gabriel e a Montanha        |       |
| 2018 | Marjorie Estiano          | Entre Irmãs                 |       |
| 2018 | Carolina Ferraz           | A Glória e a Graça          |       |
| 2018 | Leandra Leal              | Bingo: O Rei das Manhãs     |       |
| 2018 | Dira Paes                 | Redemoinho                  |       |
| 2019 | Karine Teles              | Benzinho                    | [ 1 ] |
| 2019 | Adriana Esteves           | Canastra Suja               | [ 1 ] |
| 2019 | Débora Falabella          | O Beijo no Asfalto          | [ 1 ] |
| 2019 | Grace Passô               | Praça Paris                 | [ 1 ] |
| 2019 | Marjorie Estiano          | As Boas Maneiras            | [ 1 ] |
| 2020 | Andrea Beltrão            | Hebe: A Estrela do Brasil   | [ 2 ] |
| 2020 | Bárbara Colen             | Bacurau                     | [ 2 ] |
| 2020 | Carol Duarte              | A Vida Invisível            | [ 2 ] |
| 2020 | Julia Stockler            | A Vida Invisível            | [ 2 ] |
| 2020 | Dira Paes                 | Divino Amor                 | [ 2 ] |
| 2021 | Marcélia Cartaxo          | Pacarrete                   |       |
| 2021 | Andrea Beltrão            | Verlust                     |       |
| 2021 | Lorena Comparato          | Boca de Ouro                |       |
| 2021 | Malu Mader                | Boca de Ouro                |       |
| 2021 | Regina Casé               | Três Verões                 |       |
| 2022 | Dira Paes                 | Veneza                      |       |
| 2022 | Adriana Esteves           | Marighella                  |       |
| 2022 | Andréia Horta             | O Jardim Secreto de Mariana |       |
| 2022 | Débora Falabella          | Depois a Louca Sou Eu       |       |
| 2022 | Marieta Severo            | Noites de Alface            |       |
| 2023 | Dira Paes                 | Pureza                      |       |
| 2023 | Alice Braga               | Eduardo e Mônica            |       |
| 2023 | Andrea Beltrão            | Ela e Eu                    |       |
| 2023 | Kika Sena                 | Paloma                      |       |
| 2023 | Marcélia Cartaxo          | A Mãe                       |       |
| 2024 | Vera Holtz                | Tia Virgínia                |       |
| 2024 | Bárbara Paz               | A Porta ao Lado             |       |
| 2024 | Débora Falabella          | Bem-Vinda, Violeta          |       |
| 2024 | Drica Moraes              | Pérola                      |       |
| 2024 | Maeve Jinkings            | Pedágio                     |       |
| 2025 | Fernanda Torres           | Ainda Estou Aqui            |       |
| 2025 | Andréa Beltrão            | Avenida Beira-Mar           |       |
| 2025 | Dira Paes                 | Pasárgada                   |       |
| 2025 | Grace Passô               | O Dia Que Te Conheci        |       |
| 2025 | Yara de Novaes            | Malu                        |       |

## Melhor Ator Coadjuvante
Em 2000 e 2001, essa categoria não foi apresentada.
     Indica o vencedor em cada edição. 
| Ano  | Vencedor e indicados        | Filme                                                | Ref.  |
| ---- | --------------------------- | ---------------------------------------------------- | ----- |
| 2002 | Othon Bastos                | Bicho de Sete Cabeças                                |       |
| 2002 | Caco Ciocler                | Bicho de Sete Cabeças                                |       |
| 2002 | Leonardo Medeiros           | Lavoura Arcaica                                      |       |
| 2002 | Marco Nanini                | O Xangô de Baker Street                              |       |
| 2002 | Tony Ramos                  | Bufo & Spallanzani                                   |       |
| 2003 | Paulo Miklos                | O Invasor                                            |       |
| 2003 | Douglas Silva               | Cidade de Deus                                       |       |
| 2003 | Emiliano Queiroz            | Madame Satã                                          |       |
| 2003 | Flávio Bauraqui             | Madame Satã                                          |       |
| 2003 | Jonathan Haagensen          | Cidade de Deus                                       |       |
| 2004 | Pedro Cardoso               | O Homem que Copiava                                  |       |
| 2004 | Bruno Garcia                | Lisbela e o Prisioneiro                              |       |
| 2004 | Caco Ciocler                | Desmundo                                             |       |
| 2004 | Jonas Bloch                 | Amarelo Manga                                        |       |
| 2004 | Sabotage                    | Carandiru                                            |       |
| 2004 | Tadeu Mello                 | Lisbela e o Prisioneiro                              |       |
| 2005 | Gero Camilo                 | Narradores de Javé                                   |       |
| 2005 | Chico Diaz                  | Benjamim                                             |       |
| 2005 | Emílio de Mello             | Cazuza - O Tempo não Pára                            |       |
| 2005 | Fernando Torres             | Redentor                                             |       |
| 2005 | Nélson Xavier               | Narradores de Javé                                   |       |
| 2007 | José Dumont                 | 2 Filhos de Francisco                                |       |
| 2007 | Aramis Trindade             | Árido Movie                                          |       |
| 2007 | Emiliano Queiroz            | Casa de Areia                                        |       |
| 2007 | João Miguel                 | Cidade Baixa                                         |       |
| 2007 | Dablio Moreira              | 2 filhos de Francisco                                |       |
| 2007 | José Dumont                 | Cidade Baixa                                         |       |
| 2007 | Lázaro Ramos                | A Máquina                                            |       |
| 2007 | Selton Mello                | Árido Movie                                          |       |
| 2008 | Milhem Cortaz               | Tropa de Elite                                       |       |
| 2008 | Caio Blat                   | O Ano em Que Meus Pais Saíram de Férias              |       |
| 2008 | Daniel de Oliveira          | Zuzu Angel                                           |       |
| 2008 | João Miguel                 | O Céu de Suely                                       |       |
| 2008 | Germano Haiut               | O Ano em Que Meus Pais Saíram de Férias              |       |
| 2009 | Babu Santana                | Estômago                                             |       |
| 2009 | Ângelo Paes Leme            | Meu Nome Não É Johnny                                |       |
| 2009 | Gael García Bernal          | Ensaio sobre a Cegueira                              |       |
| 2009 | Lúcio Mauro                 | Feliz Natal                                          |       |
| 2009 | Paulo Miklos                | Estômago                                             |       |
| 2010 | Chico Díaz                  | O Contador de Histórias                              |       |
| 2010 | Ary Fontoura                | Se Eu Fosse Você 2                                   |       |
| 2010 | Cássio Gabus Mendes         | Se Eu Fosse Você 2                                   |       |
| 2010 | Gero Camilo                 | Hotel Atlântico                                      |       |
| 2010 | Vladimir Brichta            | A Mulher Invisível                                   |       |
| 2011 | André Mattos                | Tropa de Elite 2                                     |       |
| 2011 | Caio Blat                   | As Melhores Coisas do Mundo                          |       |
| 2011 | André Ramiro                | Tropa de Elite 2                                     |       |
| 2011 | Cássio Gabus Mendes         | Chico Xavier                                         |       |
| 2011 | Hugo Carvana                | 5x Favela - Agora por Nós Mesmos                     |       |
| 2011 | Irandhir Santos             | Tropa de Elite 2                                     |       |
| 2012 | Paulo José                  | O Palhaço                                            |       |
| 2012 | Ailton Graça                | Bróder                                               |       |
| 2012 | Cauã Reymond                | Estamos Juntos                                       |       |
| 2012 | Jonathan Haagensen          | 'Bróder                                              |       |
| 2012 | Tonico Pereira              | Assalto ao Banco Central                             |       |
| 2013 | Cláudio Cavalcanti          | Astro, uma fábula urbana em um Rio de Janeiro mágico |       |
| 2013 | João Miguel                 | Gonzaga - de Pai pra Filho                           |       |
| 2013 | Ângelo Antônio              | À Beira do Caminho                                   |       |
| 2013 | Domingos Montagner          | Gonzaga - de Pai pra Filho                           |       |
| 2013 | Eduardo Moscovis            | Corações Sujos                                       |       |
| 2014 | Wagner Moura                | Serra Pelada                                         |       |
| 2014 | Antônio Calloni             | Faroeste Caboclo                                     |       |
| 2014 | Bruno Torres                | Somos tão Jovens                                     |       |
| 2014 | Jesuíta Barbosa             | Serra Pelada                                         |       |
| 2014 | Matheus Nachtergaele        | Serra Pelada                                         |       |
| 2015 | Jesuíta Barbosa             | Praia do Futuro                                      |       |
| 2015 | Adriano Garib               | Getúlio                                              |       |
| 2015 | Antônio Fagundes            | Alemão                                               |       |
| 2015 | Babu Santana                | Júlio Sumiu                                          |       |
| 2015 | Cauã Reymond                | Tim Maia                                             |       |
| 2015 | Cauã Reymond                | Alemão                                               |       |
| 2015 | José Wilker                 | Isolados                                             |       |
| 2016 | Chico Anysio                | A Hora e a Vez de Augusto Matraga                    |       |
| 2016 | Ângelo Antônio              | A Floresta Que Se Move                               |       |
| 2016 | Claudio Jaborandy           | A História da Eternidade                             |       |
| 2016 | Lourenço Mutarelli          | Que Horas Ela Volta?                                 |       |
| 2016 | Marcello Novaes             | Casa Grande                                          |       |
| 2017 | Flávio Bauraqui             | Nise: O Coração da Loucura                           |       |
| 2017 | Caco Ciocler                | Elis                                                 |       |
| 2017 | Dan Stulbach                | Meu Amigo Hindu                                      |       |
| 2017 | Gustavo Machado             | Elis                                                 |       |
| 2017 | Irandhir Santos             | Aquarius                                             |       |
| 2018 | Augusto Madeira             | Bingo: O Rei das Manhãs                              |       |
| 2018 | César Mello                 | A Glória e a Graça                                   |       |
| 2018 | Claudio Jaborandy           | Entre Irmãs                                          |       |
| 2018 | Fabrício Boliveira          | Vazante                                              |       |
| 2018 | Felipe Rocha                | Como Nossos Pais                                     |       |
| 2018 | Jorge Mautner               | Como Nossos Pais                                     |       |
| 2018 | Selton Mello                | O Filme da Minha Vida                                |       |
| 2019 | Matheus Nachtergaele        | O Nome da Morte                                      | [ 1 ] |
| 2019 | Ailton Graça                | Mare Nostrum                                         | [ 1 ] |
| 2019 | Enrique Diaz                | Ferrugem                                             | [ 1 ] |
| 2019 | Milhem Cortaz               | Canastra Suja                                        | [ 1 ] |
| 2019 | Otávio Müller               | O Paciente: O Caso Tancredo Neves                    | [ 1 ] |
| 2019 | Otávio Müller               | O Beijo no Asfalto                                   | [ 1 ] |
| 2020 | Chico Díaz                  | Cine Holliúdy 2: A Chibata Sideral                   | [ 2 ] |
| 2020 | Antonio Saboia              | Bacurau                                              | [ 2 ] |
| 2020 | Caco Ciocler                | Simonal                                              | [ 2 ] |
| 2020 | Flávio Bauraqui             | A Vida Invisível                                     | [ 2 ] |
| 2020 | Júlio Machado               | Divino Amor                                          | [ 2 ] |
| 2021 | João Miguel                 | Pacarrete                                            |       |
| 2021 | Flávio Bauraqui             | Não Vamos Pagar Nada                                 |       |
| 2021 | Flávio Bauraqui             | Macabro                                              |       |
| 2021 | Flavio Migliaccio (póstumo) | Jovens Polacas                                       |       |
| 2021 | Guilherme Fontes            | Boca de Ouro                                         |       |
| 2021 | Otávio Müller               | Três Verões                                          |       |
| 2022 | Rodrigo Santoro             | 7 Prisioneiros                                       |       |
| 2022 | André Abujamra              | 7 Prisioneiros                                       |       |
| 2022 | Augusto Madeira             | Acqua Movie                                          |       |
| 2022 | Danton Mello                | Um Tio Quase Perfeito 2                              |       |
| 2022 | Emílio de Mello             | Homem Onça                                           |       |
| 2022 | Humberto Carrão             | Marighella                                           |       |
| 2022 | Luiz Carlos Vasconcelos     | Marighella                                           |       |
| 2023 | Cícero Lucas                | Marte Um                                             |       |
| 2023 | André Abujamra              | O Clube dos Anjos                                    |       |
| 2023 | Augusto Madeira             | O Clube dos Anjos                                    |       |
| 2023 | Emicida                     | Medida Provisória                                    |       |
| 2023 | Flávio Bauraqui             | Medida Provisória                                    |       |
| 2024 | Jorge Paz                   | O Sequestro do Voo 375                               |       |
| 2024 | Antônio Pitanga             | Tia Virgínia                                         |       |
| 2024 | Gabriel Leone               | O Rio do Desejo                                      |       |
| 2024 | George Sauma                | Aumenta que É Rock 'n Roll                           |       |
| 2024 | Gero Camilo                 | Saudosa Maloca                                       |       |
| 2024 | Yuri Marçal                 | Mussum, o Filmis                                     |       |
| 2025 | Ricardo Teodoro             | Baby                                                 |       |
| 2025 | Antônio Pitanga             | Oeste Outra Vez                                      |       |
| 2025 | Átila Bee                   | Malu                                                 |       |
| 2025 | Babu Santana                | Oeste Outra Vez                                      |       |
| 2025 | Humberto Carrão             | Ainda Estou Aqui                                     |       |

## Melhor Atriz Coadjuvante
Em 2000 e 2001, essa categoria não foi apresentada.
     Indica a vencedora em cada edição. 
| Ano  | Vencedor e indicados            | Filme                                       | Ref.  |
| ---- | ------------------------------- | ------------------------------------------- | ----- |
| 2002 | Laura Cardoso                   | Copacabana                                  |       |
| 2002 | Cássia Kiss                     | O Xangô de Baker Street                     |       |
| 2002 | Cláudia Abreu                   | O Xangô de Baker Street                     |       |
| 2002 | Irene Ravache                   | Amores Possíveis                            |       |
| 2002 | Simone Spoladore                | Lavoura Arcaica                             |       |
| 2003 | Mariana Ximenes                 | O Invasor                                   |       |
| 2003 | Alice Braga                     | Cidade de Deus                              |       |
| 2003 | Graziella Moretto               | Cidade de Deus                              |       |
| 2003 | Malu Mader                      | O Invasor                                   |       |
| 2003 | Renata Sorrah                   | Madame Satã                                 |       |
| 2004 | Luana Piovani                   | O Homem que Copiava                         |       |
| 2004 | Beatriz Segall                  | Desmundo                                    |       |
| 2004 | Leona Cavalli                   | Desmundo                                    |       |
| 2004 | Natália Lage                    | O Homem do Ano                              |       |
| 2004 | Virgínia Cavendish              | Lisbela e o Prisioneiro                     |       |
| 2005 | Laura Cardoso                   | O Outro Lado da Rua                         |       |
| 2005 | Andréa Beltrão                  | Cazuza - O Tempo não Pára                   |       |
| 2005 | Leandra Leal                    | Cazuza - O Tempo não Pára                   |       |
| 2005 | Eliane Giardini                 | Olga                                        |       |
| 2005 | Dira Paes                       | Noite de São João                           |       |
| 2007 | Paloma Duarte                   | 2 Filhos de Francisco                       |       |
| 2007 | Andréa Beltrão                  | O Coronel e o Lobisomem                     |       |
| 2007 | Camila Pitanga                  | Bendito Fruto                               |       |
| 2007 | Dira Paes                       | Mulheres do Brasil                          |       |
| 2007 | Interpretação Coletiva Feminina | Doutores da Alegria                         |       |
| 2007 | Júlia Lemmertz                  | Bendito Fruto                               |       |
| 2007 | Lúcia Alves                     | Bendito Fruto                               |       |
| 2007 | Mariana Lima                    | Árido Movie                                 |       |
| 2008 | Sílvia Lourenço                 | O Cheiro do Ralo                            |       |
| 2008 | Alice Braga                     | O Cheiro do Ralo                            |       |
| 2008 | Hermila Guedes                  | Baixio das Bestas                           |       |
| 2008 | Marcelia Cartaxo                | O Céu de Suely                              |       |
| 2008 | Simone Spoladore                | O Ano em Que Meus Pais Saíram de Férias     |       |
| 2009 | Júlia Lemmertz                  | Meu Nome Não É Johnny                       |       |
| 2009 | Alice Braga                     | Ensaio sobre a Cegueira                     |       |
| 2009 | Andréa Beltrão                  | Romance                                     |       |
| 2009 | Clarisse Abujamra               | Chega de Saudade                            |       |
| 2009 | Zezé Motta                      | Deserto Feliz                               |       |
| 2010 | Denise Weinberg                 | Salve Geral                                 |       |
| 2010 | Dira Paes                       | A Festa da Menina Morta                     |       |
| 2010 | Leandra Leal                    | Se Nada Mais Der Certo                      |       |
| 2010 | Drica Moraes                    | Os Normais 2 - A Noite Mais Maluca de Todas |       |
| 2010 | Fernanda Torres                 | A Mulher Invisível                          |       |
| 2011 | Cássia Kiss                     | Chico Xavier                                |       |
| 2011 | Denise Fraga                    | As Melhores Coisas do Mundo                 |       |
| 2011 | Elke Maravilha                  | A Suprema Felicidade                        |       |
| 2011 | Leandra Leal                    | Insolação                                   |       |
| 2011 | Roberta Rodrigues               | 5x Favela - Agora por Nós Mesmos            |       |
| 2011 | Tainá Muller                    | Tropa de Elite 2                            |       |
| 2012 | Drica Moraes                    | Bruna Surfistinha                           |       |
| 2012 | Cássia Kiss                     | Bróder                                      |       |
| 2012 | Dira Paes                       | Estamos Juntos                              |       |
| 2012 | Fabiana Karla                   | O Palhaço                                   |       |
| 2012 | Fabiula Nascimento              | Bruna Surfistinha                           |       |
| 2013 | Ângela Leal                     | Febre do Rato                               |       |
| 2013 | Leandra Leal                    | Boca                                        |       |
| 2013 | Andrea Beltrão                  | Os Penetras                                 |       |
| 2013 | Dira Paes                       | Sudoeste                                    |       |
| 2013 | Zezé Motta                      | Gonzaga - de Pai pra Filho                  |       |
| 2014 | Bianca Comparato                | Somos tão Jovens                            |       |
| 2014 | Alexandra Richter               | Minha Mãe É Uma Peça - O Filme              |       |
| 2014 | Ana Marlene                     | Cine Holliúdy                               |       |
| 2014 | Ângela Leal                     | Bonitinha, Mas Ordinária                    |       |
| 2014 | Sandra Corveloni                | Somos tão Jovens                            |       |
| 2015 | Thalita Carauta                 | O Lobo Atrás da Porta                       |       |
| 2015 | Alice Braga                     | Os Amigos                                   |       |
| 2015 | Fabiula Nascimento              | Não Pare na Pista                           |       |
| 2015 | Gloria Pires                    | Irmã Dulce                                  |       |
| 2015 | Zezé Polessa                    | Irmã Dulce                                  |       |
| 2016 | Camila Márdila                  | Que Horas Ela Volta?                        |       |
| 2016 | Fabiula Nascimento              | Operações Especiais                         |       |
| 2016 | Georgiana Góes                  | Casa Grande                                 |       |
| 2016 | Karine Teles                    | Que Horas Ela Volta?                        |       |
| 2016 | Leandra Leal                    | Chatô, O Rei do Brasil                      |       |
| 2017 | Laura Cardoso                   | De Onde Eu Te Vejo                          |       |
| 2017 | Alice Braga                     | Entre Idas e Vindas                         |       |
| 2017 | Andrea Beltrão                  | Sob Pressão                                 |       |
| 2017 | Maeve Jinkings                  | Boi Neon                                    |       |
| 2017 | Maeve Jinkings                  | Aquarius                                    |       |
| 2017 | Sophie Charlotte                | Barata Ribeiro, 716                         |       |
| 2018 | Sandra Corveloni                | A Glória e a Graça                          |       |
| 2018 | Ana Lúcia Torre                 | Bingo: O Rei das Manhãs                     |       |
| 2018 | Camila Amado                    | Redemoinho                                  |       |
| 2018 | Clarisse Abujamra               | Como Nossos Pais                            |       |
| 2018 | Letícia Colin                   | Entre Irmãs                                 |       |
| 2019 | Adriana Esteves                 | Benzinho                                    | [ 1 ] |
| 2019 | Fernanda Montenegro             | O Beijo no Asfalto                          | [ 1 ] |
| 2019 | Gilda Nomacce                   | As Boas Maneiras                            | [ 1 ] |
| 2019 | Laura Cardoso                   | Encantados                                  | [ 1 ] |
| 2019 | Marjorie Estiano                | Paraíso Perdido                             | [ 1 ] |
| 2019 | Sandra Corveloni                | 10 Segundos para Vencer                     | [ 1 ] |
| 2020 | Fernanda Montenegro             | A Vida Invisível                            | [ 2 ] |
| 2020 | Alli Willow                     | Bacurau                                     | [ 2 ] |
| 2020 | Bárbara Santos                  | A Vida Invisível                            | [ 2 ] |
| 2020 | Karine Teles                    | Bacurau                                     | [ 2 ] |
| 2020 | Sônia Braga                     | Bacurau                                     | [ 2 ] |
| 2021 | Hermila Guedes                  | Fim de Festa                                |       |
| 2021 | Berta Loran                     | Jovens Polacas                              |       |
| 2021 | Denise Fraga                    | Música para Morrer de Amor                  |       |
| 2021 | Gisele Fróes                    | Três Verões                                 |       |
| 2021 | Soia Lira                       | Pacarrete                                   |       |
| 2021 | Zezé Motta                      | M8 - Quando a Morte Socorre a Vida          |       |
| 2021 | Zezita de Matos                 | Pacarrete                                   |       |
| 2022 | Zezé Motta                      | Doutor Gama                                 |       |
| 2022 | Bárbara Paz                     | Por que Você Não Chora?                     |       |
| 2022 | Bella Camero                    | Marighella                                  |       |
| 2022 | Carol Castro                    | Veneza                                      |       |
| 2022 | Cláudia Abreu                   | O Silêncio da Chuva                         |       |
| 2023 | Adriana Esteves                 | Medida Provisória                           |       |
| 2023 | Camila Márdila                  | Carvão                                      |       |
| 2023 | Camilla Damião                  | Marte Um                                    |       |
| 2023 | Drica Moraes                    | As Verdades                                 |       |
| 2023 | Helena Ignez                    | A Mãe                                       |       |
| 2024 | Arlete Salles                   | Tia Virgínia                                |       |
| 2024 | Alice Carvalho                  | Ângela                                      |       |
| 2024 | Aline Marta Maia                | Pedágio                                     |       |
| 2024 | Cacau Protásio                  | Mussum, o Filmis                            |       |
| 2024 | Grace Passô                     | Levante                                     |       |
| 2025 | Juliana Carneiro da Cunha       | Malu                                        |       |
| 2025 | Bárbara Luz                     | Ainda Estou Aqui                            |       |
| 2025 | Carol Duarte                    | Malu                                        |       |
| 2025 | Linn da Quebrada                | Vitória                                     |       |
| 2025 | Valentina Herszage              | Ainda Estou Aqui                            |       |

## Melhor Longa-Metragem Documentário
Em 2001, a categoria não foi apresentada.
     Indica o vencedor em cada edição. 
| Ano  | Vencedor e indicados                              | Direção                                                      | Ref.  |
| ---- | ------------------------------------------------- | ------------------------------------------------------------ | ----- |
| 2000 | Cine Mambembe - O Cinema Descobre o Brasil        | Jorge Bodanzky                                               |       |
| 2000 | A Pessoa É Para o Que Nasce                       | Roberto Berliner                                             |       |
| 2000 | Atlântico Negro - Na Rota dos Orixás              | Renato Barbieri                                              |       |
| 2000 | Bubula, o Cara Vermelha                           | Luiz Eduardo Jorge                                           |       |
| 2000 | Por Longos Dias                                   | Mauro Giuntini                                               |       |
| 2002 | Babilônia 2000                                    | Eduardo Coutinho                                             |       |
| 2002 | 2000 Nordestes                                    | Vicente Amorim, David França Mendes                          |       |
| 2002 | Barra 68 - Sem Perder a Ternura                   | Vladimir Carvalho                                            |       |
| 2002 | O Chamado de Deus                                 | José Joffily                                                 |       |
| 2002 | O Sonho de Rose - 10 Anos Depois                  | Tetê Moraes                                                  |       |
| 2003 | Janela da Alma                                    | Walter Carvalho, João Jardim                                 |       |
| 2003 | Edifício Master                                   | Eduardo Coutinho                                             |       |
| 2003 | Onde a Terra Acaba                                | Sérgio Machado                                               |       |
| 2003 | Rocha que Voa                                     | Eryk Rocha                                                   |       |
| 2003 | Viva São João!                                    | Andrucha Waddington                                          |       |
| 2003 | Ônibus 174                                        | José Padilha                                                 |       |
| 2004 | Nelson Freire                                     | João Moreira Salles                                          |       |
| 2004 | Banda de Ipanema - Folia de Albino                | Paulo César Saraceni                                         |       |
| 2004 | Paulinho da Viola - Meu Tempo É Hoje              | Izabel Jaguaribe                                             |       |
| 2004 | Um Passaporte Húngaro                             | Sandra Kogut                                                 |       |
| 2004 | À Margem da Imagem                                | Evaldo Mocarzel                                              |       |
| 2005 | O Prisioneiro da Grade de Ferro                   | Paulo Sacramento                                             |       |
| 2005 | Entreatos                                         | João Moreira Salles                                          |       |
| 2005 | Fala Tu                                           | Guilherme Coelho                                             |       |
| 2005 | Língua - Vidas em Português                       | Victor Lopes                                                 |       |
| 2005 | Peões                                             | Eduardo Coutinho                                             |       |
| 2007 | Vinícius                                          | Miguel Faria Jr.                                             |       |
| 2007 | A Pessoa É Para o Que Nasce                       | Roberto Berliner, Leonardo Domingues                         |       |
| 2007 | Coisa Mais Linda: Histórias e Casos da Bossa Nova | Paulo Thiago                                                 |       |
| 2007 | Doutores da Alegria                               | Mara Mourão                                                  |       |
| 2007 | Meninas                                           | Sandra Werneck, Gisela Camara                                |       |
| 2007 | Moacir Arte Bruta                                 | Walter Carvalho                                              |       |
| 2007 | O Fim e o Princípio                               | Eduardo Coutinho                                             |       |
| 2007 | Soy Cuba, O Mamute Siberiano                      | Vicente Ferraz                                               |       |
| 2008 | Santiago                                          | João Moreira Salles                                          |       |
| 2008 | Cartola - Música para os Olhos                    | Lírio Ferreira, Hilton Lacerda                               |       |
| 2008 | Estamira                                          | Marcos Prado                                                 |       |
| 2008 | Fabricando Tom Zé                                 | Décio Matos Júnior                                           |       |
| 2008 | Jogo de Cena                                      | Eduardo Coutinho                                             |       |
| 2009 | O Mistério do Samba                               | Lula Buarque de Hollanda, Carolina Jabor                     |       |
| 2009 | Café dos Maestros                                 | Miguel Kohan                                                 |       |
| 2009 | Panair do Brasil                                  | Marco Altberg                                                |       |
| 2010 | Simonal - Ninguém Sabe o Duro que Dei             | Micael Langer, Calvito Leal, Cláudio Manoel                  |       |
| 2010 | Alô, Alô, Terezinha!                              | Nelson Hoineff                                               |       |
| 2010 | Loki - Arnaldo Baptista                           | Paulo Henrique Fontenelle                                    |       |
| 2010 | Palavra (En)cantada                               | Helena Solberg                                               |       |
| 2010 | Waldick, Sempre no Meu Coração                    | Patricia Pillar                                              |       |
| 2011 | O Homem que Engarrafava Nuvens                    | Lírio Ferreira                                               |       |
| 2011 | Dzi Croquettes                                    | Raphael Alvarez, Tatiana Issa                                |       |
| 2011 | José e Pilar                                      | Miguel Gonçalves Mendes                                      |       |
| 2011 | Uma Noite em 67                                   | Renato Terra, Ricardo Calil                                  |       |
| 2012 | Lixo Extraordinário                               | João Jardim, Karen Harley, Lucy Walker                       |       |
| 2012 | As Canções                                        | Eduardo Coutinho                                             |       |
| 2012 | Diário de Uma Busca                               | Flávia Castro                                                |       |
| 2012 | Quebrando o Tabu                                  | Fernando Grostein Andrade                                    |       |
| 2012 | Rock Brasília - Era de Ouro                       | Vladimir Carvalho                                            |       |
| 2012 | À Margem do Lixo                                  | Evaldo Mocarzel                                              |       |
| 2013 | Raul - O Início, o Fim e o Meio                   | Walter Carvalho                                              |       |
| 2013 | 5x Pacificação                                    | Cadu Barcelos, Luciano Vidigal, Rodrigo Felha, Wagner Novais |       |
| 2013 | A Música Segundo Tom Jobim                        | Dora Jobim, Nelson Pereira dos Santos                        |       |
| 2013 | Tropicália                                        | Marcelo Machado                                              |       |
| 2013 | Uma Longa Viagem                                  | Lúcia Murat                                                  |       |
| 2014 | A Luz do Tom                                      | Nelson Pereira dos Santos                                    |       |
| 2014 | Dossiê Jango                                      | Paulo Henrique Fontenelle                                    |       |
| 2014 | Elena                                             | Petra Costa                                                  |       |
| 2014 | Jorge Mautner – O Filho do Holocausto             | Pedro Bial, Heitor D'Alincourt                               |       |
| 2014 | O Dia que Durou 21 Anos                           | Camilo Tavares                                               |       |
| 2014 | São Silvestre                                     | Lina Chamie                                                  |       |
| 2015 | Brincante                                         | Walter Carvalho                                              |       |
| 2015 | A Farra do Circo                                  | Roberto Berliner, Pedro Bronz                                |       |
| 2015 | Dominguinhos                                      | Eduardo Nazarian, Joaquim Castro, Mariana Aydar              |       |
| 2015 | Olho Nu                                           | Joel Pizzini                                                 |       |
| 2015 | Tim Lopes – Histórias de Arcanjo                  | Guilherme Azevedo                                            |       |
| 2016 | Chico: Artista Brasileiro                         | Miguel Faria Jr.                                             |       |
| 2016 | Betinho - A Esperança Equilibrista                | Victor Lopes                                                 |       |
| 2016 | Campo de Jogo                                     | Eryk Rocha                                                   |       |
| 2016 | Cássia                                            | Paulo Henrique Fontenelle                                    |       |
| 2016 | Últimas Conversas                                 | Eduardo Coutinho                                             |       |
| 2017 | Cinema Novo                                       | Eryk Rocha                                                   |       |
| 2017 | Menino 23: Infâncias Perdidas no Brasil           | Belisário França                                             |       |
| 2017 | Curumim                                           | Marcos Prado                                                 |       |
| 2017 | Cícero Dias, o Compadre de Picasso                | Vladimir Carvalho                                            |       |
| 2017 | Eu Sou Carlos Imperial                            | Renato Terra, Ricardo Calil                                  |       |
| 2017 | Marias: A Fé no Feminino                          | Joana Mariani                                                |       |
| 2017 | Quanto Tempo o Tempo Tem                          | Adriana L. Dutra                                             |       |
| 2018 | Divinas Divas                                     | Leandra Leal                                                 |       |
| 2018 | Cora Coralina: Todas as Vidas                     | Renato Barbieri                                              |       |
| 2018 | No Intenso Agora                                  | João Moreira Salles                                          |       |
| 2018 | Pitanga                                           | Beto Brant, Camila Pitanga                                   |       |
| 2018 | Um Filme de Cinema                                | Walter Carvalho                                              |       |
| 2019 | Ex-Pajé                                           | Luiz Bolognesi                                               | [ 1 ] |
| 2019 | A Luta do Século                                  | Sérgio Machado                                               | [ 1 ] |
| 2019 | My Name Is Now                                    | Elizabete Martins Campos                                     | [ 1 ] |
| 2019 | O Processo                                        | Maria Ramos                                                  | [ 1 ] |
| 2019 | Todos os Paulos do Mundo                          | Rodrigo de Oliveira, Gustavo Ribeiro                         | [ 1 ] |
| 2020 | Estou Me Guardando para Quando o Carnaval Chegar  | Marcelo Gomes                                                | [ 2 ] |
| 2020 | Alma Imoral                                       | Silvio Tendler                                               | [ 2 ] |
| 2020 | Amazônia Groove                                   | Bruno Murtinho                                               | [ 2 ] |
| 2020 | Bixa Travesty                                     | Claudia PriscillaKiko Goifman                                | [ 2 ] |
| 2020 | O Barato de Iacanga                               | Thiago Mattar                                                | [ 2 ] |

## Melhor Filme Estrangeiro

### 2001
- Tudo sobre minha mãe (Espanha)
- De olhos bem fechados (Estados Unidos da América)
- Desconstruindo Harry (Estados Unidos da América)
- Festa de família (Dinamarca)
- Hana-Bi - Fogos de artifício (Japão)

### 2002
- Buena Vista Social Club (Cuba / Estados Unidos da América)
- Assédio (Itália / Reino Unido)
- Corra, Lola, corra (Alemanha)
- Magnólia (Estados Unidos da América)
- Trem da vida (França)

### 2003
- Amores brutos (México)
- Apocalypse Now Redux (Estados Unidos da América)
- Moulin Rouge - Amor em vermelho (Austrália)
- Nove rainhas (Argentina)
- O tigre e o dragão (China)

### 2004
- Fale com ela (Espanha)
- Assassinato em Gosford Park (Reino Unido)
- Cidade dos sonhos (Estados Unidos da América)
- História real (Estados Unidos da América)
- O fabuloso destino de Amélie Poulain (França)
- Pantaleão e as visitadoras (Peru)

### 2005
- As invasões bárbaras (Canadá)
- As horas (Estados Unidos da América)
- O pianista (França)
- Sobre meninos e lobos (Estados Unidos da América)
- Tiros em Columbine (Estados Unidos da América)

### 2006
- Dogville (Dinamarca)
- Brilho eterno de uma mente sem lembranças (Estados Unidos da América)
- Encontros e desencontros (Estados Unidos da América)
- Diários de motocicleta (Argentina / Estados Unidos da América)
- 21 Gramas (Estados Unidos da América)

### 2007
- O Jardineiro Fiel (Reino Unido)
- 2046 - Os Segredos do Amor (China)
- Caché (França)
- Capote (Canadá / Estados Unidos da América)
- Closer - Perto Demais (Estados Unidos da América)
- Crash - No limite (Estados Unidos da América)
- Mar adentro (Espanha)
- Menina de ouro (Estados Unidos da América)

### 2008
- A Vida dos Outros (Alemanha)
- Babel (Estados Unidos da América)
- A Culpa é do Fidel (França)
- Os Infiltrados (Estados Unidos da América)
- Pequena Miss Sunshine (Estados Unidos da América)
- Volver (Espanha)

### 2009
- Vicky Cristina Barcelona (Espanha\Estados Unidos da América)
- 4 Meses, 3 Semanas E 2 Dias (Romênia)
- Desejo e Reparação (Inglaterra)
- O Escafandro e A Borboleta (França\Estados Unidos da América)
- Onde Os Fracos Não Têm Vez (Estados Unidos da América)

### 2010
- Bastardos Inglórios  (Alemanha/Estados Unidos da América)
- Avatar   (Estados Unidos da América)   (Público)
- Gran Torino   (Austrália\Estados Unidos da América)
- Milk - A Voz da Igualdade (Estados Unidos da América)
- Quem Quer Ser um Milionário? (Inglaterra/Estados Unidos da América)

### 2011
- O Segredo dos Seus Olhos (Argentina/Espanha)
- A Fita Branca  (Alemanha)
- A Origem  (EUA/Inglaterra)
- A Rede Social (EUA)
- O Pequeno Nicolau  (França)

### 2012
- Rio (EUA)
- Cisne Negro (EUA)
- Um Conto Chinês (Argentina/Espanha)
- Meia Noite em Paris (EUA / Espanha)
- A Pele que Habito (Espanha)

### 2013
- Intocáveis, de Olivier Nakache e Eric Toledano
- A Invenção de Hugo Cabret, de Martin Scorsese
- A Separação, de Asghar Farhadi
- Argo, de Ben Affleck
- As Aventuras de Pi, de Ang Lee